# 1702
Năm 1702 (MDCCII) là một năm thường bắt đầu vào ngày Chủ nhật trong lịch Gregory (hoặc một năm thường bắt đầu vào thứ Tư trong lịch Julius chậm hơn 11 ngày). Năm 1702 của lịch Thụy Điển là một năm bắt đầu từ ngày thứ ba, một ngày trước của lịch Julius.

## Sinh
- 14 tháng 1 - hoàng đế Nakamikado Nhật Bản (mất 1737)
- 10 tháng 2 - Carlo Marchionni, kiến trúc sư người Ý (mất 1786)
- 4 tháng 3 - Jack Sheppard, người Anh (mất 1724)
- 27 tháng 3 - Johann Ernst Eberlin, nhà soạn nhạc người Đức (mất 1762)
- 2 tháng 5 - Friedrich Christoph Oetinger, nhà thần học Đức (mất 1782)
- 26 tháng 6 - Philip Doddridge, lãnh đạo tôn giáo người Anh (mất 1751)
- 31 tháng 7 - Jean Denis Attiret, họa sĩ và nhà truyền giáo dòng Tên (mất 1768)
- 15 tháng 8 - Francesco Zuccarelli, họa sĩ (mất 1788)
- 5 tháng 11 - Grégoire Orlyk, trung tướng người Pháp sinh ở Ukraina (mất 1759)